# 魯氏軸胎䲁
魯氏軸胎䲁（學名：Axoclinus rubinoffi），為條鰭魚綱䲁形目三鰭䲁科軸胎䲁屬的一個種，被IUCN列為易危保育類動物，種名是為了紀念美國海洋生物學家、史密森尼熱帶研究所所長艾拉·魯賓諾夫（生於 1938 年），分布於東南太平洋哥倫比亞Malpelo島海域，深度1至2公尺，本魚體短小強壯，頭大，鼻孔及眼上各有1對觸鬚，上顎兩側沒有牙齒，三個背鰭，背鰭硬棘15枚、背鰭軟條10枚、臀鰭硬棘2枚、臀鰭軟條17-18枚，側線自鰓蓋上緣向側軸中部逐漸下降，有22-23個管狀鱗，其後有12-13個缺刻鱗，頭部、胸部、腹部、胸鰭基部無鱗，雌魚身體有三條寬闊的棕色至黑色條紋，尾柄上有黑色帶，條紋邊緣狹窄，呈珍珠白色，尤其是後部，深色條紋之間有較窄的淺褐色條紋；雄魚有黑色的尾鰭，與尾基部的深色橫帶匯合，體長可達3.5公分，棲息在水淺的礁石區，雌魚產附著性卵在藻類築的巢，雄魚會守護卵，幼魚為浮游性，雜食性，主要以藻類及小型之無脊椎動物為食，生活習性不明。